# Saphobius brouni
Saphobius brouni là một loài bọ cánh cứng trong họ Bọ hung (Scarabaeidae).